# Länsväg 127
Länsväg 127 går sträckan Värnamo–Vrigstad-Sävsjö–Vetlanda. 
I höjd med Vrigstad sammanfaller vägen med riksväg 30 under några kilometer. 
Sträckan ligger i Jönköpings län.

## Historia
När vägnummer infördes på 1940-talet gavs nummer 123 till vägen Värnamo–Vetlanda–Målilla.. År 1962 ändrades numret till 127. I november 2007 bytte sträckan Vetlanda–Målilla namn från länsväg 127 till Riksväg 47.
Jämfört med vägen på 1950-talet har nya genare vägsträckningar byggts kring Råhult–Nydala (tidigt 1970-tal) och Vrigstad-Vetlanda(tidigt 1960-tal).